# Milana Vayntrub

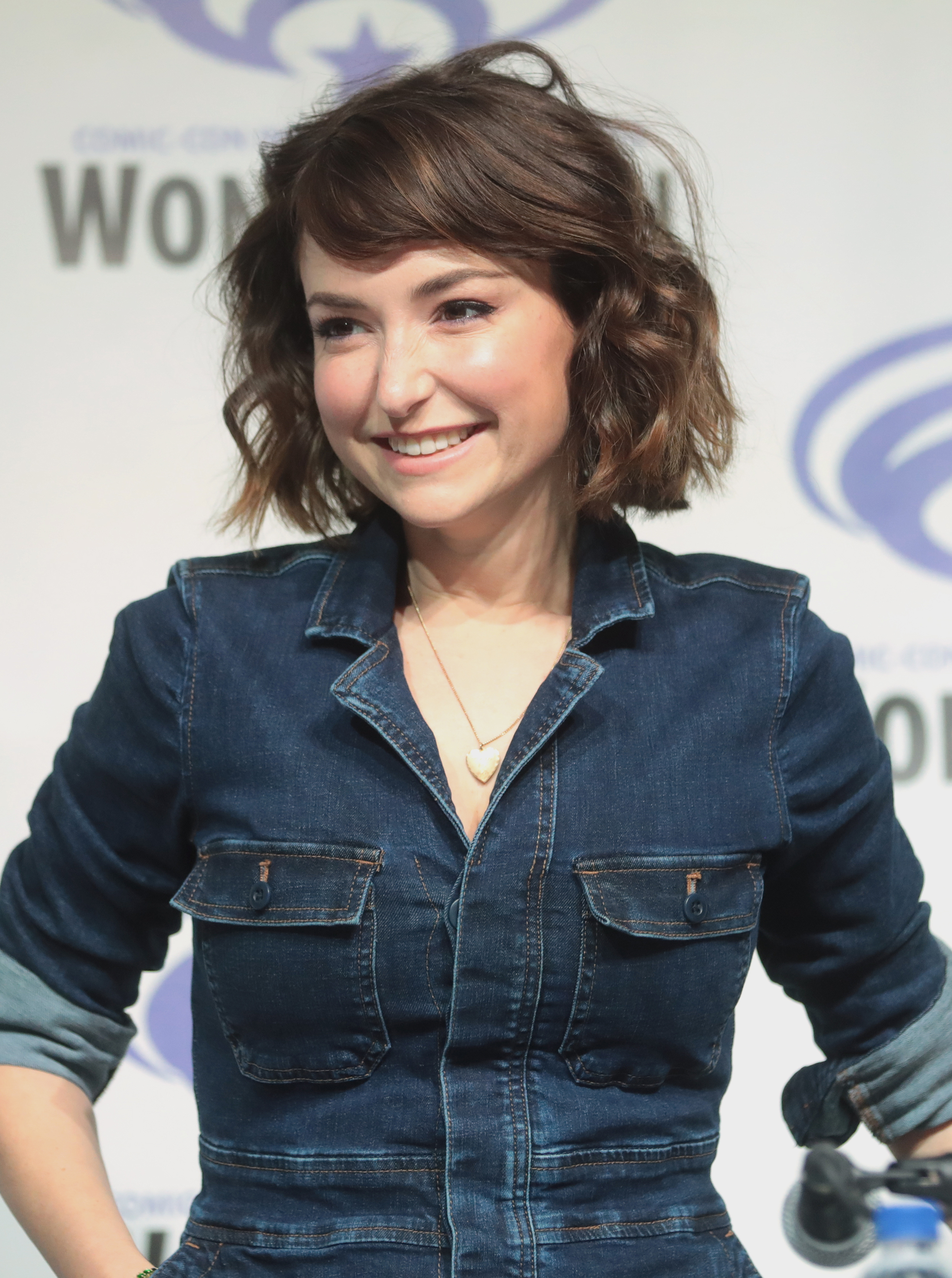
Milana Vayntrub, 2019

Milana Aleksandrovna Vayntrub (* 8. März 1987 in Taschkent, Usbekische SSR, Sowjetunion) ist eine amerikanische Schauspielerin und Komikerin.

## Leben
Milana Vayntrub kam mit zwei Jahren mit ihren usbekisch-jüdischen Eltern als Flüchtlingsfamilie in die Vereinigten Staaten. Sie spielte als Kinderdarstellerin in TV-Serien und Werbespots mit.
Ab 2013 wurde sie als Verkäuferin „Lily“ in AT&T-Werbespots in den USA bekannt. 2016/2017 spielte sie in der Dramedy This Is Us – Das ist Leben als „Sloane“ mit. 2018/2019 synchronisierte sie die Figur Squirrel Girl in der Zeichentrickserie Marvel Rising: Initiation. 2021 war sie als „Cecily Moore“ in der Horrorkomödie Werewolves Within zu sehen.

## Filmografie (Auswahl)

### Filme
- 2011: L!fe Happens – Das Leben eben! (Life Happens)
- 2016: Ghostbusters
- 2019: Mother’s Little Helpers
- 2021: Werewolves Within
- 2023: Die Hart

### Fernsehserien
- 1995: Emergency Room – Die Notaufnahme (ER, 3 Folgen)
- 1997: Zeit der Sehnsucht (Days of Our Lives)
- 2001–2002: Lizzie McGuire (3 Folgen)
- 2004: Lady Cops – Knallhart weiblich (The Division, Folge 4x15: Acts of Desperation)
- 2011–2014: CollegeHumor Originals (Webserie, 15 Folgen)
- 2012: Daddy Knows Best (Folge 1x03: Game Night)
- 2012: The League (Folge 4x02: The Hoodie)
- 2013: Zach Stone Is Gonna Be Famous (Folge 1x05: Zach Stone Is Gonna Get Wild)
- 2013: The Next Food Network Star (Folge 9x05: 4th of July Live)
- 2013: Key and Peele (Folge 3x07: Sexy Vampires)
- 2014: House of Lies (2 Folgen)
- 2014: Californication (Folge 7x03: Der Apfel fällt nicht weit vom Stamm)
- 2014–2016: Silicon Valley (2 Folgen)
- 2015: Other Space (8 Folgen)
- 2015: Wrestling Isn’t Wrestling (Kurzvideo)[2]
- 2016: Love (2 Folgen)
- 2016–2017: This Is Us – Das ist Leben (This Is Us, 8 Folgen)
- 2019–2019: Marvel Rising: Initiation (7 Folgen, Stimme)
- 2018–2021: Robot Chicken (3 Folgen, Stimme)